# 水晶男孩巡迴演唱會列表
水晶男孩巡迴演唱會列表主要列舉韓國男子音樂組合水晶男孩歷年舉辦的演唱會、粉絲簽名會、粉絲見面會及參與的大型公開演出活動。

## 演唱會

### Sechky的Christmas
| 日期           | 演唱會站次 | 國家/地區 | 舉行地點     |
| 1997年12月21日 | 首爾       |           | 世宗文化會館 |
| 1997年12月21日 | 首爾       |           | 世宗文化會館 |

### Encore Concert
| 日期          | 演唱會站次 | 國家/地區 | 舉行地點               |
| 1998年2月22日 | 首爾       |           | 首爾奧林匹克體操競技場 |

### 全國巡迴演唱會
| 日期          | 演唱會站次 | 國家/地區            | 舉行地點    |
| 1998年2月28日 | 釜山       |                      | 釜山KBS大廳 |
| 1998年3月8日  | 蔚山       | 蔚山KBS大廳          |             |
| 1998年3月14日 | 光州       | 光州廣域市綜合體育館 |             |
| 1998年3月22日 | 富川       | 富川室內體育館       |             |
| 1998年3月28日 | 大邱       | E·WORLD              |             |
| 1998年4月5日  | 大田       | CMB Expo Arthall     |             |

### Sechky的Christmas Concert
| 日期           | 演唱會站次 | 國家/地區 | 舉行地點   |
| 1998年12月24日 | 釜山       |           | 社稷棒球場 |

### Sechskies Live Concert
1. 로드파이터（Road Fighter）+ 기도 / 祈禱 + 지금이야 / 就是現在
2. Come To Me Baby + Celebrate Tonight
3. My Love － 殷志源、姜成勳
4. Betty － 李宰鎮
5. Last + 너를 보내며 / 送你離開 + 커플（Couple）/ 戀人
6. 약속된 운명 / 約定的命運 + Flying Love / 天上飛愛
7. Fake G's
8. 침묵 / 沉默 － 金在德
9. 무모한 사랑 / 不可能的愛 + 그 날까지（Together Forever）/ 直到那一天
10. 연정 / 戀情 + 폼생폼사 / 品生品死 + 기사도 / 騎士道

| 日期          | 演唱會站次 | 國家/地區     | 舉行地點    |
| 1999年2月6日  | 蔚山       |               | 蔚山KBS大廳 |
| 1999年2月6日  | 蔚山       |               | 蔚山KBS大廳 |
| 1999年2月21日 | 大邱       | 慶北大學      |             |
| 1999年2月25日 | 首爾       | KBS 88 體育館 |             |
| 1999年2月26日 | 首爾       | KBS 88 體育館 |             |
| 1999年2月27日 | 首爾       | KBS 88 體育館 |             |

### SECHSKIES 2000 LIVE CONCERT
1. Com'Back + 뫼비우스의 띠 / 麥比烏斯帶
2. Road Fighter
3. 적 / 敵
4. 너를 보내며 / 送你離開
5. A+
6. Missing You
7. 커플（Couple）/ 戀人
8. 예감 / 預感
9. Fake G's + 비 / 悲 + Run Away － 殷志源
10. She － 高志溶
11. The Last Time － 金在德
12. Rigoletto + Au Revoir － 李宰鎮
13. Pain － 張水院
14. 그녀가 남기고간 선물 / 她留下來的禮物 + 약속 (To My Fan) / 約定 － 姜成勳
15. Bye...（I Will Loving You）
16. 그날까지（Together Forever）/ 直到那一天

Encore：
1. Sechky Hit Song Parade：
연정 / 戀情 + 학원별곡 / 學園別曲 + 기사도 / 騎士道 + 
로드파이터（Road Fighter）+ 무모한 사랑 / 不可能的愛 + 폼생폼사 / 品生品死 + Com'Back + 커플（Couple）/ 戀人
2. 기억해 줄래 / 請記得好嗎

| 日期          | 演唱會站次 | 國家/地區 | 舉行地點               |
| 2000年2月28日 | 首爾       |           | 首爾奧林匹克體操競技場 |

### YELLOW NOTE
「YELLOW NOTE」是水晶男孩自2016年5月加入YG娛樂後首次舉行的巡迴演唱會，主要演唱重新編曲的昔日熱門歌曲，首兩場演唱會共兩萬張門票於開售當日全部售罄。
1. COM' BACK
2. ROAD FIGHTER
3. 폼생폼사 / 品生品死
4. COME TO ME BABY
5. 배신감（BAD GIRL）/ 背叛感
6. 사랑하는 너에게（DEAR LOVE）/ 給親愛的你
7. 예감（GOT A FEELING）/ 預感
8. 너를 보내며（LET U GO）/ 送你離開
9. 8t. TRUCK － 殷志源
10. DOUBLE J － 李宰鎮
11. A+ － 金在德
12. 그대로 멈춰 / 就那樣停止－ BLACKKIES（殷志源、李宰鎮、
金在德）
13. SAY － WHITEKIES（姜成勳、張水院）
14. SUDDENLY － 張水院
15. MY GIRL － 姜成勳
16. 무모한 사랑（RECKLESS LOVE）/ 不可能的愛
17. 연정（HEARTBREAK）/ 戀情
18. 커플（COUPLE）/ 戀人
19. 기억해줄래 / 請記得好嗎

ENCORE：
1. 학원별곡（RISE UP）/ 學園別曲
2. 기사도 / 騎士道
3. 그날까지（TOGETHER FOREVER）/ 直到那一天

DOUBLE ENCORE：（2016年9月11日）
1. 사랑하는 너에게（DEAR LOVE）/ 給親愛的你
2. 커플（COUPLE）/ 戀人

1. COM' BACK
2. 학원별곡（RISE UP）/ 學園別曲
3. COME TO ME BABY
4. 배신감（BAD GIRL）/ 背叛感
5. 사랑하는 너에게（DEAR LOVE）/ 給親愛的你
6. 너를 보내며（LET U GO）/ 送你離開
7. 연정（HEARTBREAK）/ 戀情
8. 예감（GOT A FEELING）/ 預感
9. 어기야 디야（한배를 타고）+ 8t. TRUCK － 殷志源
10. RIGOLETTO － 李宰鎮
11. A+ － 金在德
12. 그대로 멈춰 / 就那樣停止－ BLACKKIES（殷志源、李宰鎮、
金在德）
13. 프라프치노（FRAPPUCCINO）－ 張水院
14. 어떻게 사랑이 그래요 / 愛情怎麼可以這樣 + 샤방샤방 / 閃亮閃亮 － 姜成勳
15. 하얀 밤에（CLOSE YOUR EYES）/ 白色夜裏
16. 커플（COUPLE）/ 戀人
17. ROAD FIGHTER
18. 폼생폼사 / 品生品死
19. 세 단어（THREE WORDS）/ 三個詞
20. 기사도 / 騎士道
21. 기억해줄래 / 請記得好嗎
22. 그날까지（TOGETHER FOREVER）/ 直到那一天

1. 학원별곡（RISE UP）/ 學園別曲
2. COM' BACK
3. 배신감（BAD GIRL）/ 背叛感
4. COME TO ME BABY
5. 사랑하는 너에게（DEAR LOVE）/ 給親愛的你
6. 너를 보내며（LET U GO）/ 送你離開
7. 연정（HEARTBREAK）/ 戀情
8. 예감（GOT A FEELING）/ 預感
9. 문득（MEMORY）+ 트라우마（TRAUMA）－ 殷志源
10. RIGOLETTO － 李宰鎮
11. SAY + MY LOVE － 姜成勳
12. 프라프치노（FRAPPUCCINO）+ 여우비（UNFORGETTABLE）－ J-Walk（張水院、金在德）
13. 하얀 밤에（CLOSE YOUR EYES）/ 白色夜裏
14. 커플（COUPLE）/ 戀人
15. ROAD FIGHTER
16. 세 단어（THREE WORDS）/ 三個詞

ENCORE：
1. 그날까지（TOGETHER FOREVER）/ 直到那一天

DOUBLE ENCORE：
1. ROAD FIGHTER
2. 커플（COUPLE）/ 戀人

| 日期           | 演唱會站次 | 國家/地區      | 舉行地點               | 上座數 |
| 2016年9月10日  | 首爾       |                | 首爾奧林匹克體操競技場 | 20,000 |
| 2016年9月11日  | 首爾       |                | 首爾奧林匹克體操競技場 | 20,000 |
| 2016年12月10日 | 大邱       | 大邱會展中心   |                        |        |
| 2016年12月24日 | 釜山       | 釜山會展中心   |                        |        |
| 2016年12月25日 | 釜山       | 釜山會展中心   |                        |        |
| 2017年1月21日  | 首爾       | 蠶室室內體育館 |                        |        |
| 2017年1月22日  | 首爾       | 蠶室室內體育館 | 6,500                  |        |

### 20TH ANNIVERSARY CONCERT
「20TH ANNIVERSARY CONCERT」是水晶男孩自2016年重組後第二次舉行的巡迴演唱會，為出道二十週年企劃行程收尾之作。首場演唱會邀請WINNER擔任嘉賓，其後五場追加場則由五名成員輪流表演Solo舞台。
特別嘉賓
- WINNER（首爾場）

1. 약속된 운명（아마게돈） / 約定的命運
2. 학원별곡（RISE UP）/ 學園別曲
3. 폼생폼사 / 品生品死
4. 연정（HEARTBREAK）/ 戀情
5. 기억해줄래 / 請記得好嗎
6. 탈출 / 逃離
7. 기사도 / 騎士道
8. ROAD FIGHTER
9. SAY
10. 너를 보내며（LET U GO）/ 送你離開
11. COME TO ME BABY
12. 커플（COUPLE）/ 戀人
13. 공허해 / 空虛 + REALLY REALLY － WINNER
14. COM' BACK
15. 뫼비우스의 띠 / 麥比烏斯帶
16. 예감（GOT A FEELING）/ 預感
17. 특별해（SOMETHING SPECIAL）
18. 느낌이 와（FEELING）
19. 현기증（VERTIGO）
20. 웃어줘（SMILE）
21. 오랜만이에요（IT'S BEEN A WHILE）
22. 아프지마요（BE WELL）
23. 세 단어（THREE WORDS）/ 三個詞
24. 그날까지（TOGETHER FOREVER）/ 直到那一天
25. 슬픈 노래（SAD SONG）/ 悲歌

ENCORE：
1. 특별해（SOMETHING SPECIAL）
2. 백허그（BACK HUG）
3. 술끊자（DRINKING PROBLEM）

1. 오랜만이에요（IT'S BEEN A WHILE）
2. 세 단어（THREE WORDS）/ 三個詞
3. 연정（HEARTBREAK）/ 戀情
4. 웃어줘（SMILE）
5. 기억해줄래 / 請記得好嗎
6. SAY
7. 네가 필요해（NEED U）
8. 백허그（BACK HUG）
9. 술끊자（DRINKING PROBLEM）
10. 예감（GOT A FEELING）/ 預感
11. 고백（Go Back）－ 李宰鎮
12. 특별해（SOMETHING SPECIAL）
13. 느낌이 와（FEELING）
14. 현기증（VERTIGO）
15. DANCE MEDLEY：
COM' BACK + 폼생폼사 / 品生品死 + ROAD FIGHTER + 
기사도 / 騎士道 + 학원별곡（RISE UP）/ 學園別曲
16. 아프지마요（BE WELL）
17. 슬픈 노래（SAD SONG）/ 悲歌
18. 커플（COUPLE）/ 戀人

ENCORE：
1. 그날까지（TOGETHER FOREVER）/ 直到那一天
2. 특별해（SOMETHING SPECIAL）

1. 오랜만이에요（IT'S BEEN A WHILE）
2. 약속된 운명（아마게돈） / 約定的命運
3. DANCE MEDLEY：
COM' BACK + 폼생폼사 / 品生品死 + ROAD FIGHTER + 
기사도 / 騎士道 + 학원별곡（RISE UP）/ 學園別曲
4. 연정（HEARTBREAK）/ 戀情
5. 기억해줄래 / 請記得好嗎
6. 웃어줘（SMILE）
7. 겨울이야기 / 冬天的故事 + White Love － 姜成勳（12月23日）
Beautiful － 張水院（12月24日）
악마의 연기 / 惡魔的煙氣 － 殷志源（12月30日）
8. 네가 필요해（NEED U）
9. 커플（COUPLE）/ 戀人
10. COME TO ME BABY
11. 예감（GOT A FEELING）/ 預感
12. 슬픈 노래（SAD SONG）/ 悲歌
13. 특별해（SOMETHING SPECIAL）
14. 느낌이 와（FEELING）
15. 현기증（VERTIGO）
16. 아프지마요（BE WELL）
17. 사랑하는 너에게 （DEAR LOVE）/ 給親愛的你
18. 백허그（BACK HUG）
19. 세 단어（THREE WORDS）/ 三個詞
20. 술끊자（DRINKING PROBLEM）
21. 그날까지（TOGETHER FOREVER）/ 直到那一天

ENCORE：（高陽場）
1. 세 단어（THREE WORDS）/ 三個詞
2. 특별해（SOMETHING SPECIAL）

ENCORE：（釜山場）
1. 특별해（SOMETHING SPECIAL）
2. 느낌이 와（FEELING）
3. DANCE MEDLEY：
COM' BACK + 폼생폼사 / 品生品死 + ROAD FIGHTER + 
기사도 / 騎士道 + 학원별곡（RISE UP）/ 學園別曲

1. 오랜만이에요（IT'S BEEN A WHILE）
2. 약속된 운명（아마게돈） / 約定的命運
3. DANCE MEDLEY：
COM' BACK + 폼생폼사 / 品生品死 + ROAD FIGHTER + 
기사도 / 騎士道 + 학원별곡（RISE UP）/ 學園別曲
4. 연정（HEARTBREAK）/ 戀情
5. 기억해줄래 / 請記得好嗎
6. 웃어줘（SMILE）
7. 겨울이야기 / 冬天的故事 + White Love － 姜成勳
8. RIGOLETTO － 李宰鎮
9. Beautiful － 張水院
10. 악마의 연기 / 惡魔的煙氣 － 殷志源
11. Solo舞蹈：Forbes － 金在德
12. 네가 필요해（NEED U）
13. 커플（COUPLE）/ 戀人
14. COME TO ME BABY
15. 예감（GOT A FEELING）/ 預感
16. 슬픈 노래（SAD SONG）/ 悲歌
17. 특별해（SOMETHING SPECIAL）
18. 느낌이 와（FEELING）
19. 현기증（VERTIGO）
20. 아프지마요（BE WELL）

ENCORE：
1. 사랑하는 너에게 （DEAR LOVE）/ 給親愛的你
2. 백허그（BACK HUG）
3. 세 단어（THREE WORDS）/ 三個詞
4. 술끊자（DRINKING PROBLEM）

DOUBLE ENCORE：
1. ROAD FIGHTER
2. 무모한 사랑（RECKLESS LOVE）/ 不可能的愛
3. 기사도 / 騎士道
4. DANCE MEDLEY：
COM' BACK + 폼생폼사 / 品生品死 + ROAD FIGHTER + 
기사도 / 騎士道 + 학원별곡（RISE UP）/ 學園別曲
5. 그날까지（TOGETHER FOREVER）/ 直到那一天

| 演唱會時間表   | 演唱會時間表 | 演唱會時間表         | 演唱會時間表 | 成員Solo舞台                 | 成員Solo舞台         | 成員Solo舞台 |
| 日期           | 演唱會站次   | 國家/地區            | 舉行地點     | 表演成員                     | 表演歌曲             | 原唱者       |
| 2017年9月23日  | 首爾         |                      | 高尺天空巨蛋 | 不適用                       | 不適用               | 不適用       |
| 2017年12月9日  | 光州         | 光州女大世大運體育館 | 李宰鎮       | 〈고백（Go Back）〉          | 不適用               |              |
| 2017年12月23日 | 高陽         | 韓國國際展覽中心     | 姜成勳       | 〈겨울이야기 / 冬天的故事〉  | DJ DOC               |              |
| 2017年12月23日 | 高陽         | 韓國國際展覽中心     | 姜成勳       | 〈White Love〉               | Turbo                |              |
| 2017年12月24日 | 高陽         | 韓國國際展覽中心     | 張水院       | 〈Beautiful〉                | Crush                |              |
| 2017年12月30日 | 釜山         | 釜山會展中心         | 殷志源       | 〈악마의 연기 / 惡魔的煙氣〉 | 梁鉉錫               |              |
| 2018年1月6日   | 大邱         | 大邱會展中心         | 姜成勳       | 〈겨울이야기 / 冬天的故事〉  | DJ DOC               |              |
| 2018年1月6日   | 大邱         | 大邱會展中心         | 姜成勳       | 〈White Love〉               | Turbo                |              |
| 2018年1月6日   | 大邱         | 大邱會展中心         | 李宰鎮       | 〈RIGOLETTO〉                | 不適用               |              |
| 2018年1月6日   | 大邱         | 大邱會展中心         | 張水院       | 〈Beautiful〉                | Crush                |              |
| 2018年1月6日   | 大邱         | 大邱會展中心         | 殷志源       | 〈악마의 연기 / 惡魔的煙氣〉 | 梁鉉錫               |              |
| 2018年1月6日   | 大邱         | 大邱會展中心         | 金在德       | Solo舞蹈：〈Forbes〉         | Borgore feat. G-Eazy |              |

### SECHSKIES 2018 CONCERT [NOW・HERE・AGAIN]
「SECHSKIES 2018 CONCERT [NOW・HERE・AGAIN]（지금・여기・다시）」是水晶男孩於2018年舉行的首場大型演唱會，演唱會名稱呼應組合於2016年加入YG娛樂後發表的首張數位單曲《THREE WORDS》的副歌歌詞「現在 這裡 我們（지금 여기 우리）」。然而，YG娛樂於2018年9月21日宣佈主唱姜成勳因個人因素缺席是次演唱會，僅由其餘四名成員參與演出。
1. 약속된 운명（아마게돈） / 約定的命運
2. FLYING LOVE（천상비애）/ 天上飛愛
3. 무모한 사랑（RECKLESS LOVE）/ 不可能的愛
4. COM' BACK
5. 학원별곡（RISE UP）/ 學園別曲
6. ROAD FIGHTER
7. LAST
8. 세 단어（THREE WORDS）/ 三個詞
9. 少女 － 張水院
10. Now － 殷志源
11. Egoist － 李宰鎮
12. Solo舞蹈：We Still In This Bitch － 金在德
13. 오랜만이에요（IT'S BEEN A WHILE）
14. 네겐 보일수 없었던 세상 / 不能讓你看到的世界
15. 슬픈 노래（SAD SONG）/ 悲歌
16. 특별해（SOMETHING SPECIAL）
17. 느낌이 와（FEELING）
18. 현기증（VERTIGO）
19. 아프지마요（BE WELL）

ENCORE：
1. 예감（GOT A FEELING）/ 預感
2. 그대로 멈춰 / 就那樣停止
3. 커플（COUPLE）/ 戀人
4. 사랑하는 너에게 （DEAR LOVE）/ 給親愛的你（10月14日）
5. 그날까지（TOGETHER FOREVER）/ 直到那一天（10月14日）

| 演唱會時間表   | 演唱會時間表 | 演唱會時間表 | 演唱會時間表           | 成員Solo舞台                          | 成員Solo舞台               | 成員Solo舞台 |
| 日期           | 演唱會站次   | 國家/地區    | 舉行地點               | 表演成員                              | 表演歌曲                   | 原唱者       |
| 2018年10月13日 | 首爾         |              | 首爾奧林匹克體操競技場 | 張水院                                | 〈少女〉                   | 李文世       |
| 2018年10月13日 | 首爾         | 殷志源       | 首爾奧林匹克體操競技場 | 〈Now〉                               | 不適用                     |              |
| 2018年10月14日 | 首爾         | 李宰鎮       | 首爾奧林匹克體操競技場 | 〈Egoist〉                            | 不適用                     |              |
| 2018年10月14日 | 首爾         | 金在德       | 首爾奧林匹克體操競技場 | Solo舞蹈： 〈We Still In This Bitch〉 | B.o.B feat. T.I. & Juicy J |              |

### SECHSKIES 2020 CONCERT [ACCESS]
「SECHSKIES 2020 CONCERT [ACCESS]」是水晶男孩自2019年正式改組為四人組合後首度舉行的大型演唱會，原訂於2020年3月6日至3月8日舉行。然而於2月14日，YG娛樂宣佈演唱會因應2019冠狀病毒病疫情而取消。
| 日期 | 演唱會站次 | 國家/地區 | 舉行地點 |
| 待定 | 首爾       |           | 待定     |

## 粉絲簽名會

### 《THE 20TH ANNIVERSARY》
| 日期          | 城市   | 國家/地區                      | 舉行地點             |
| 2017年5月4日  | 首爾   |                                | 永登浦時代廣場Atrium |
| 2017年5月18日 | 京畿道 | 河南市Starfield Hanam          |                      |
| 2017年5月20日 | 首爾   | 樂天世界大廈CINE PARK          |                      |
| 2017年5月21日 | 首爾   | 東大門現代City Outlets圓形廣場 |                      |
| 2017年5月27日 | 京畿道 | 盆唐區AK PLAZA                 |                      |

### 《ANOTHER LIGHT》
| 日期           | 城市   | 國家/地區                      | 舉行地點                         |
| 2017年9月29日  | 首爾   |                                | 蠶室洞LOTTE WORLD MALL ARENA廣場 |
| 2017年9月30日  | 京畿道 | 高陽市Starfield Goyang東側廣場 |                                  |
| 2017年10月1日  | 首爾   | 東大門現代City Outlets Skypark |                                  |
| 2017年10月14日 | 首爾   | 東大門現代City Outlets圓形廣場 |                                  |
| 2017年10月15日 | 京畿道 | 河南市Starfield Hanam          |                                  |

### 《ALL FOR YOU》
| 日期          | 城市 | 國家/地區                                      | 舉行地點                                 |
| 2020年2月1日  | 首爾 |                                                | 麻浦區上岩洞首爾斯坦福酒店Grand Ballroom |
| 2020年2月2日  | 首爾 | 龍山區Centreville Asterium KDB生命塔東子藝術廳 |                                          |
| 2022年3月19日 | 首爾 | 麻浦區上岩洞Nuridream Square                   |                                          |

## 粉絲見面會
| 1997年－2000年 | 1997年－2000年                                      | 1997年－2000年         |
| -------------- | --------------------------------------------------- | ---------------------- |
| 日期           | 活動名稱                                            | 舉行地點               |
| 1997年7月21日  | 第一期粉絲俱樂部創團式                              | 果川市市民會館大禮堂   |
| 1998年1月30日  | 水晶男孩成團一週年紀念式                            | 果川市市民會館大禮堂   |
| 1998年7月      | 第二、三期粉絲俱樂部創團式                          | 首爾奧林匹克體操競技場 |
| 1999年2月22日  | 姜成勳生日派對                                      | CCMM大廈               |
| 1999年4月18日  | 水晶男孩出道兩週年紀念活動及 第四期粉絲俱樂部創團式 | 首爾奧林匹克體操競技場 |
| 1999年6月6日   | 殷志源生日派對                                      | 果川市市民會館大禮堂   |
| 1999年8月1日   | 高志溶、李宰鎮、張水院、金在德聯合生日派對          | 光云大學大禮堂         |

| 2016年 重組後            | 2016年 重組後                                                                | 2016年 重組後 | 2016年 重組後                    | 2016年 重組後               |
| ------------------------ | ---------------------------------------------------------------------------- | ------------- | -------------------------------- | --------------------------- |
| 日期                     | 活動名稱                                                                     | 城市          | 國家/地區                        | 舉行地點                    |
| 2017年7月7日             | 《SECHSKIES THE 20TH ANNIVERSARY NEW KIES ON THE [HONOLULU]》 試映會舞台問候 | 首爾          |                                  | 龍山區I'PARK MALL CGV電影院 |
| 2017年7月15日 （共兩場） | YELLOWKIES DAY                                                               | 首爾          | SK奧林匹克手球競技場             |                             |
| 2017年7月23日 （共兩場） | SECHSKIES JAPAN FANMEETING 2017                                              | 神奈川        | 日本                             | YOKOHAMA BAY HALL           |
| 2017年9月3日 （共兩場）  | SECHSKIES JAPAN FANMEETING 2017                                              | 大阪          | 日本                             | 難波Hatch                   |
| 2017年9月23日            | 2017 SECHSKIES AWARDS                                                        | 首爾          |                                  | 高尺天空巨蛋                |
| 2017年9月26日            | Genie Music Street SECHSKIES 拍手會                                          | 首爾          | 新村延世路Genie Music Street     |                             |
| 2017年12月13日           | SECHSKIES 2018 SEASON'S GREETINGS Special High Touch Event                   | 首爾          | KT木洞塔Olleh Media Center       |                             |
| 2018年1月11日            | 《SECHSKIES Eighteen》試映會舞台問候                                         | 首爾          | 龍山區I'PARK MALL CGV電影院      |                             |
| 2019年8月16日 （共七場） | 《SECHSKIES'S HOUSE, 2019》首映會舞台問候                                    | 首爾          | 松坡區新川洞樂天世界塔樂天電影院 |                             |
| 2019年8月16日 （共七場） | 《SECHSKIES'S HOUSE, 2019》首映會舞台問候                                    | 首爾          | 廣津區華陽洞建大入口樂天電影院   |                             |

## 其他大型公演

### 1997年－2000年
| 1997年         | 1997年                                | 1997年                        |
| -------------- | ------------------------------------- | ----------------------------- |
| 日期           | 演出名稱                              | 舉行地點                      |
| 1997年7月29日  | 青少年的人氣組合Big Show—教科書音樂會 | 首爾汝矣島KBS大廳             |
| 1997年8月7日   | Summer Music Festival                 | 龍仁市竹田露天音樂廳          |
| 1997年8月9日   | '97夏季The X演唱會                    | 首爾奧林匹克體操競技場        |
| 1997年8月23日  | 97 Speed 012 Concert                  | 首爾蠶室主競技場              |
| 1997年8月28日  | 97韓國Super Elite Model大賽前夜祭     | 首爾世宗文化會館              |
| 1997年9月4日   | 97韓國通信大音樂會                    | 首爾韓國放送通訊大學          |
| 1997年9月23日  | 97韓國通信大音樂會                    | 大田EXPO公園                  |
| 1997年9月27日  | '97 Super Concert                     | 美國洛杉磯Hollywood Park      |
| 1997年10月18日 | 97環境演唱會                          | 首爾蠶室主競技場              |
| 1997年11月1日  | KBS國民大慶典                         | 首爾蠶室學生體育館            |
| 1997年11月8日  | 97人氣歌手大慶典                      | 首爾汝矣島KBS大廳             |
| 1997年11月14日 | 107.7 節慶 POWER OF LOVE              | 首爾奧林匹克體操競技場        |
| 1997年11月16日 | 千里眼家族演唱會                      | 首爾奧林匹克體操競技場        |
| 1997年12月4日  | 第8屆首爾歌謠大賞                     | 首爾Little Angels Arts Center |
| 1997年12月14日 | 第12屆大韓民國影像唱片大賞            | 首爾國立中央劇場              |
| 1997年12月14日 | '97 KMTV歌謠大戰                      | 首爾KMTV大廳                  |
| 1997年12月28日 | 1997 SBS歌謠大戰                      | 首爾奧林匹克體操競技場        |
| 1997年12月30日 | 1997 KBS歌謠大賞                      | 首爾汝矣島KBS大廳             |
| 1997年12月31日 | 1997 MBC韓國歌謠大祭典                |                               |

| 1998年                | 1998年                                | 1998年                            |
| --------------------- | ------------------------------------- | --------------------------------- |
| 日期                  | 演出名稱                              | 舉行地點                          |
| 1998年1月25日         | FILA盃'97-'98職業籃球全明星賽祝賀公演 | 首爾蠶室室內體育館                |
| 1998年3月10日         | 第5屆大韓民國演藝藝術賞               | 首爾文藝會館大劇場                |
| 1998年4月25日－5月5日 | 音樂劇《阿里巴巴與四十大盜》          | 首爾世宗文化會館                  |
| 1998年5月5日          | 音樂劇《阿里巴巴與四十大盜》特別公演  | 首爾青瓦台                        |
| 1998年5月9日          | 和平廣播成立十週年祝賀公演            | 首爾樊洞Dreamland                 |
| 1998年5月23日         | 夢想演唱會                            | 首爾蠶室奧林匹克主競技場          |
| 1998年7月8日          | '98職業棒球全明星賽祝賀公演           | 光州棒球場                        |
| 1998年8月6日          | 第19屆MBC江邊歌謠祭                   | 江原道春川中島碼頭市民公園        |
| 1998年8月23日         | 愛國音樂會—走向第二次建國             | 首爾景福宮前中央廣場              |
| 1998年9月5日          | 98 Speed 012 Concert                  | 首爾蠶室主競技場                  |
| 1998年9月12日         | 大阜葡萄慶典                          | 京畿道安山市月陂洞射箭競技場      |
| 1998年9月19日         | 為城南青少年而設—愛的演唱會           | 京畿道城南市城南市民會館大講堂    |
| 1998年9月26日         | '98 Confidence Dance Contest          | 京畿道龍仁市愛寶樂園Victoria Hall |
| 1998年10月1日         | 98韓國Super Elite Model大賽祝賀公演   | 首爾世宗文化會館大講堂            |
| 1998年10月17日        | 愛的演唱會                            | 首爾奧林匹克主競技場              |
| 1998年10月25日        | '98 SBS新世代歌謠祭                   | 首爾奧林匹克體操競技場            |
| 1998年11月14日        | '98人氣歌手大慶典                     |                                   |
| 1998年12月5日         | 第13屆大韓民國影像唱片大賞            | 首爾國立中央劇場                  |
| 1998年12月6日         | '98 KMTV歌謠大戰                      |                                   |
| 1998年12月9日         | '98 FM冬季音樂節—同一顆心             | 首爾汝矣島KBS大廳                 |
| 1998年12月10日        | 世界人權宣言50週年演唱會              | 首爾蠶室奧林匹克體操競技場        |
| 1998年12月18日        | 第9屆首爾歌謠大賞                     |                                   |
| 1998年12月27日        | 1998 SBS歌謠大戰                      | 首爾KBS SPORTS WORLD第一體育館    |
| 1998年12月30日        | 1998 KBS歌謠大賞                      | 首爾汝矣島KBS大廳                 |
| 1998年12月31日        | 1998 MBC歌謠祭典                      |                                   |

| 1999年－2000年 | 1999年－2000年                               | 1999年－2000年                       |
| -------------- | -------------------------------------------- | ------------------------------------ |
| 日期           | 演出名稱                                     | 舉行地點                             |
| 1999年3月16日  | 第6屆大韓民國演藝藝術賞                      | 首爾文藝會館大劇場                   |
| 1999年5月15日  | 夢想演唱會                                   | 首爾蠶室奧林匹克主競技場             |
| 1999年8月14日  | 99 Speed 012 Millennium Concert              | 大邱嶺南理工大學大運動場             |
| 1999年8月27日  | Asia Super Concert                           | 台灣南港101 Live Hall                |
| 1999年8月31日  | 與家人一起的影像音樂會                       | 首爾汝矣島公園文化殿堂               |
| 1999年9月3日   | 第1屆江邊晚霞慶典                            | 京畿道南楊州市瓦阜邑德沼高水敷地     |
| 1999年10月2日  | 雪嶽之夜—Millennium Concert                  | 江原道束草市束草綜合運動場           |
| 1999年10月9日  | Digital Concert 99                           | 首爾奧林匹克主競技場                 |
| 1999年10月16日 | Mnet《節奏天國》Flower Concert               | 首爾Everland露天舞台                 |
| 1999年10月17日 | 第80屆全國體育大會閉幕式                     | 仁川崇義綜合競技場                   |
| 1999年10月20日 | 我們成爲一體—天空之愛演唱會                  | 首爾汝矣島公園文化殿堂               |
| 1999年10月24日 | 第1屆青少年Hip-Hop文化節—Cyber Power Concert | 首爾韓國放送通訊大學運動場           |
| 1999年11月29日 | 第一屆中韓歌會                               | 中國北京市中央電視台CCTV一號演播大廳 |
| 1999年12月5日  | 2000和平親善音樂會                           | 北韓平壤烽火藝術劇場                 |
| 1999年12月11日 | '99 KMTV歌謠大戰                             |                                      |
| 1999年12月14日 | 第10屆首爾歌謠大賞                           | 首爾KBS 88 體育館                    |
| 1999年12月16日 | 第14屆大韓民國影像唱片大賞                   |                                      |
| 1999年12月25日 | 99韓國歌手大慶典                             |                                      |
| 1999年12月29日 | 1999 SBS歌謠大戰                             | 首爾蠶室體操競技場                   |
| 1999年12月30日 | 1999 KBS歌謠大賞                             | 首爾汝矣島KBS大廳                    |
| 1999年12月31日 | 1999 MBC十大歌手歌謠祭                       | 首爾蠶室學生體育館                   |
| 1999年12月31日 | Millenium Show 2000                          | 首爾奧林匹克體操競技場               |
| 2000年1月15日  | 018 TEEN TEEN CONCERT                        | 首爾蠶室奧林匹克體操競技場           |
| 2000年5月20日  | 夢想演唱會                                   | 首爾奧林匹克體育場                   |

### 2016年 重組後
| 2016年 重組後  | 2016年 重組後                                     | 2016年 重組後              |
| -------------- | ------------------------------------------------- | -------------------------- |
| 日期           | 演出名稱                                          | 舉行地點                   |
| 2016年4月14日  | 《無限挑戰》「六六歌」第二季游擊演唱會            | 首爾世界盃競技場           |
| 2016年10月1日  | 釜山同一個亞洲文化節（BOF）開幕演唱會             | 釜山亞運會主競技場         |
| 2016年10月8日  | E1 LPG 橙卡家族音樂會第二季，Cheer UP！Oca Family | 首爾蠶室學生室內體育館     |
| 2016年10月12日 | COACH 75週年公演                                  | 首爾Boutique Monaco 大樓   |
| 2016年11月19日 | 2016 MelOn Music Awards                           | 首爾高尺天空巨蛋           |
| 2016年12月26日 | 2016 SBS歌謠大戰                                  | 首爾COEX D廳               |
| 2016年12月29日 | 2016 MBC演藝大獎                                  | 首爾上岩MBC媒體中心公開廳  |
| 2016年12月31日 | 2017 新年倒數                                     | 首爾COEX前永東大路戶外舞台 |
| 2017年1月6日   | Apres Ski 冬季音樂祭                              | 江原道平昌郡戶外舞台       |
| 2017年1月13日  | 第31屆金唱片獎                                    | 京畿道一山KINTEX 第7、8廳  |
| 2017年1月19日  | 第26屆首爾歌謠大賞                                | 首爾蠶室室內體育館         |
| 2017年9月24日  | S&F Music Festival - Global K-Pop Super Concert   | 大田世界盃競技場           |
| 2017年10月22日 | 釜山同一個亞洲文化節（BOF）開幕演唱會             | 釜山亞運會主競技場         |
| 2017年11月11日 | 龍仁 Busk-in Mini Concert                         | 京畿道龍仁市竹田露天音樂廳 |
| 2017年12月16日 | 請回答！8090演唱會 IN 平澤                        | 平澤二忠文化體育中心       |
| 2017年12月31日 | 2017 MBC歌謠大祭典                                | 京畿道一山MBC Dream Center |
| 2018年2月14日  | 第7屆Gaon Chart K-POP大獎                         | 首爾蠶室室內體育館         |

### 腳註
1. ↑  水晶男孩是首組在此舉行演唱會的組合
2. ↑  水晶男孩自解散後相隔十六年首度合體

## 外部連結
- 水晶男孩韓國官方網站（英文）（简体中文）（日語）
- 水晶男孩日本官方網站（日語）